# پادشاه گوجیلمی
پادشاه گوجیلمی (درگذشته ۳۴۶)، چهارمین پادشاه گومگوان گایا، یک ایالت گایا از تاریخ کره، پس از پدرش پادشاه ماپوم بود. او پسر پادشاه ماپوم و همسرش ملکه هوگو بود.
پادشاه گوجیلمی با ملکه آجی که نوهٔ یکی از مقامات بلندپایه (آگان) به نام آگونگ بود ازدواج کرد. ملکه آجی و پادشاه گوجیلمی صاحب فرزندشان ایپوم شدند که پنجمین پادشاه گئومگوان گایا و وارث پدرش شد.